# コックリさん (2004年の映画)
『コックリさん』（原題：분신사바）は、2004年制作の韓国のホラー映画である。
『ボイス』で一躍脚光を浴びた韓国ホラー界の鬼才・アン・ビョンギの監督作。主演は『リベラ・メ』『囁く廊下-女校怪談-』のキム・ギュリ。日本でも有名な「コックリさん」をテーマにしたホラー作品。R-15指定。

## ストーリー
ソウルから地方の高校に転校してきて、いじめにあっていたイ・ユジン(イ・セウン)。いじめに耐えられずユジンはある日、いじめるクラスメイトに呪いをかけるために「こっくりさん」を覚える。心の中で殺したい程に憎かったクラスメイト。しかし、この日からコックリさんの呪いは現実のものとなって同じクラスの仲間が一人ずつ死んでいく。ちょうどその頃、この学校に新しく赴任してきた美術教師イ・ウンジュ(キム・ギュリ)。彼女の目にだけは、存在しない出席番号29番の学生キム・インスク(イ・ユリ)が見える。インスクはこの学校に30年前に在籍していた生徒で、村八分にされていた…。

## キャスト
- イ・ユジン：イ・セウン（日本語吹替：優香）
- イ・ウンジュ：キム・ギュリ（日本語吹替：戸田菜穂）
- キム・インスク:イ・ユリ
- チェ・ソンミン
- チェ・ジョンユン
- ウン・ソウ

## スタッフ
- 監督・脚本：アン・ビョンギ
- 制作総指揮：チョン・オククァ
- 原作：『コックリさん』イ・ジョンホ（角川ホラー文庫） 2005年3月